# Chen Jiao

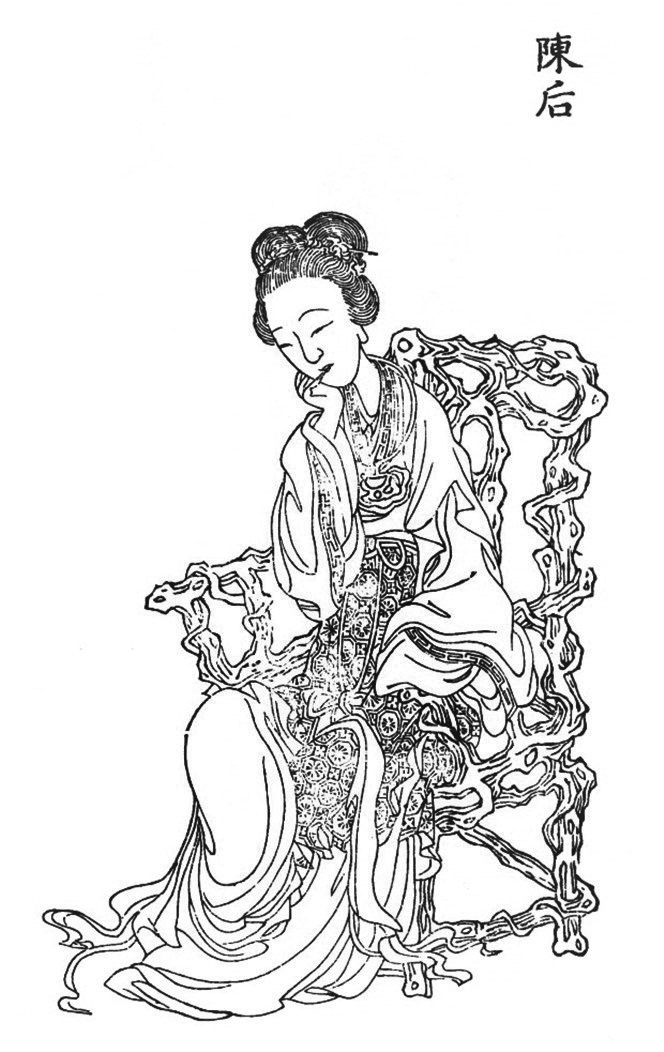

Kejsarinnan Chen av Wu (孝武陳皇后), var en kinesisk kejsarinna, kejsarinna av Han-dynastin och den första frun till kejsaren Han Wudi (Liu Che). Hon var också känd som Chen Jiao (förenklad kinesiska: 陈 娇; traditionell kinesiska: 陳 嬌; pinyin: Chén Jiaō; Wade – Giles: Ch'en Chiao) eller som hennes mjölknamn Chen A'Jiao (陈 阿娇). Hon föddes till Chen Wu (far) och Liu Piao (mor), vilket också gjorde henne till Liu Ches äldre kusin. Hennes förnamn Jiao (嬌 / 娇) betyder begåvad och vacker och presenteras i olika kinesiska dikter och idiomer.
Prinsessan Guantao Liu Piao höll en gång en ung Liu Che i sina armar och frågade honom om han ville gifta sig med hennes dotter Chen Jiao. Den unga prinsen skröt att han skulle "bygga ett gyllene hus åt henne" om de var gifta. Således fanns det ett arrangerat äktenskap mellan Liu Che och Chen Jiao, och Chen Jiao blev Kinas första kejsarinna under Liu Ches regeringstid. Empress Chens berättelse inspirerade det kinesiska idiomet "Att sätta Jiao i ett gyllene hus" (金屋藏嬌), inspelat i Ban Gu Hanwu-berättelse (汉武 故事).